# Jerzy Flanc

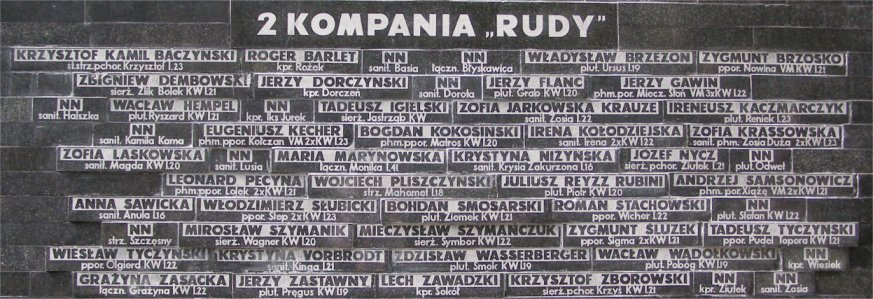
Na Powązkach Wojskowych. Nazwisko J. Flanca w 2. rzędzie

Jerzy Flanc, Jerzy Flantz ps. „Grab” (ur. 5 lipca 1924, zm. 6 sierpnia 1944 w Warszawie) – plutonowy podchorąży, w powstaniu warszawskim żołnierz III plutonu „Felek” 2. kompanii „Rudy” batalionu „Zośka” Zgrupowania „Radosław” Armii Krajowej.

## Życiorys
Podczas okupacji niemieckiej służył w polskim podziemiu zbrojnym. Podczas powstania warszawskiego walczył na Woli. Zamordowany w szóstym dniu walk powstańczych w Szpitalu Karola i Marii przy ul. Leszno 136 na Woli. Miał 20 lat. Jego symboliczna mogiła znajduje się na Powązkach Wojskowych obok kwater żołnierzy i sanitariuszek batalionu „Zośka”.
Został odznaczony Krzyżem Walecznych.